# Encounter Bay
Encounter Bay is een baai in Zuid-Australië. Ze ligt ongeveer 100 kilometer ten zuiden van Adelaide in de grote Australische Bocht in de Indische Oceaan. 

## Geografie
De baai ligt noordwaarts van een denkbeeldige rechte lijn tussen Newland Head in het westen en de monding van de Murray in het oosten. De Murray, Inman en Hindmarsh rivieren monden uit in de baai. De kustplaatsen Victor Harbor, Port Elliot, Middleton en Goolwa liggen aan de baai. Er liggen vier eilanden in de baai : Wright Island, Granite Island, Seal Island (ook gekend als Seal Rock) en Pullen Island.

## Geschiedenis
Oorspronkelijk werd het gebied aan de baai bewoond door de Ramindjeri stam van de Ngarrindjeri.
Matthew Flinders noemde de baai Encounter Bay na de ontmoeting met Nicolas Baudin in de baai op 8 april 1802. Beiden stonden aan het hoofd van expedities die de kusten van Australië in kaart brachten.
Van 1837 tot 1855 werd er op walvissen gejaagd in de baai. De eerste walvisstations werden opgericht nabij Rosetta Harbour en Police Point in 1837. Die van Police Point werd twee jaar later verhuisd naar Granite Island. Er liggen minstens vijf scheepswrakken van walvisjagers in de baai :
- South Australian (1837)
- Solway (1837)
- St Vincent (1844)
- Alpha (1847)
- Jane & Emma (1852)

Er liggen ook acht scheepswrakken die worden geassocieerd met de rivierhandel op de Murray :
- Emu (1853)
- Commodore (1856)
- Josephine Loizeau (1856)
- Flying Fish (1860)
- Lapwing (1856)
- Harry (1856)
- Athol (1864)
- Lady of the Lake (1877)

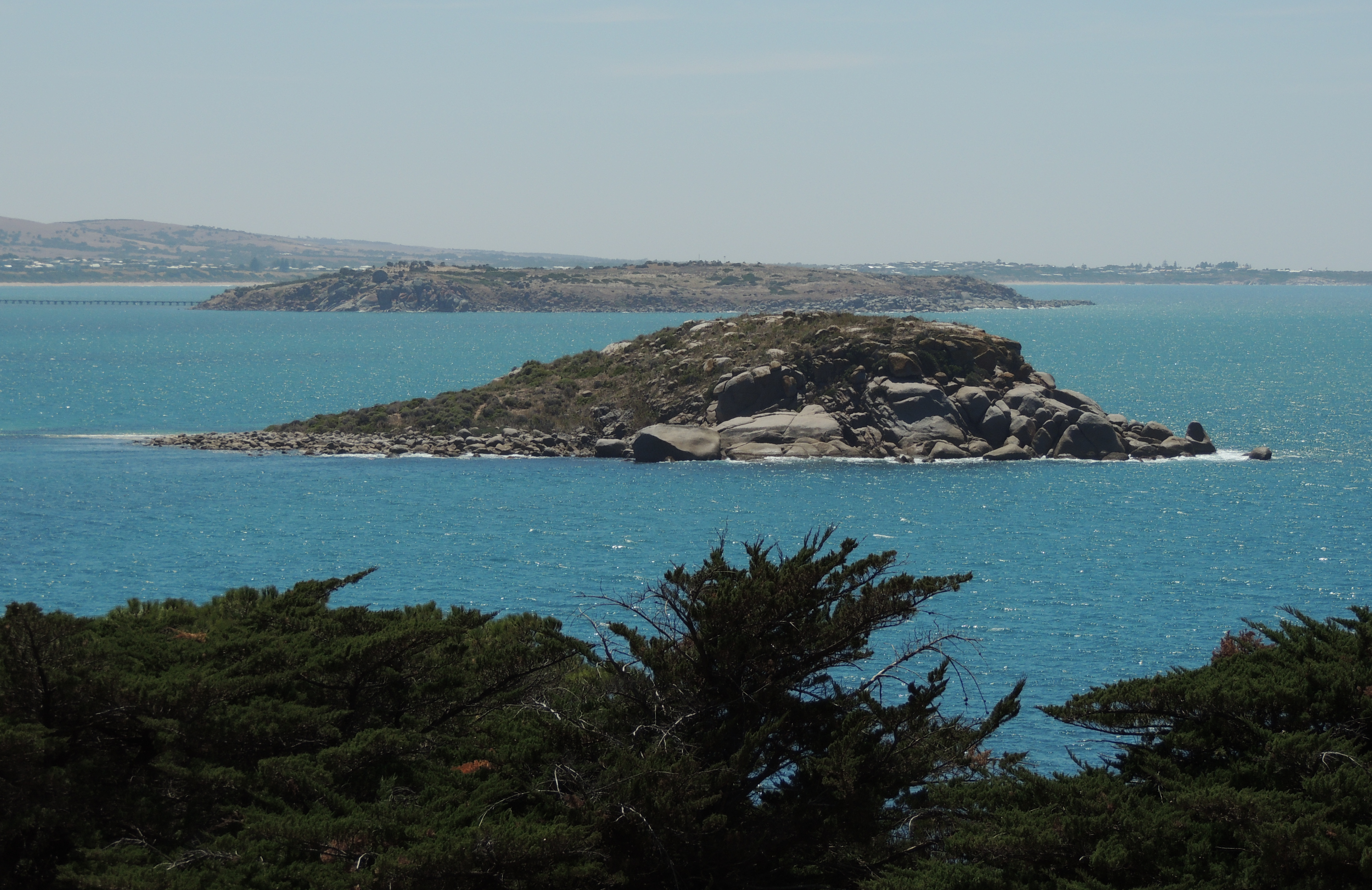
Islands Encounter Bay

Port Eliot werd een haventje in 1851 en diende de rivierhandel op de Murray. In 1852 werden een stenen dijk en een aanlegsteiger gebouwd. Een golfbreker werd nooit afgewerkt. In 1854 werd een spoorweg aangelegd tussen Port Eliot en Goolwa. De wagons werden door paarden getrokken. Het was de eerste publieke spoorweg op het Australische vasteland. In 1862 werd een grotere en veiligere haven geopend in Victor Harbor. Men begon er een aanlegsteiger aan te leggen en verlengde de spoorweg van Goolwa tot Victor Harbor. Tussen 1872 en 1875 werd de aanlegsteiger verlengd tot een brug tussen Police Point en Granite Island. In 1879 werd er een golfbreker naast gebouwd. Ze bestaan nog allemaal maar zijn niet meer in gebruik. Reeds sinds de jaren 1850 is Encounterbay een toeristische trekpleister en vanaf het begin van de 20e eeuw hebben vele inwoners van Adelaide een buitenverblijf aan de baai.

## Tegenwoordig
De baai is een van de vier historische baaien aangeduid door de Zuid-Australische overheid in de Seas and Submerged Lands Act 1973. Er liggen drie beschermde gebieden in de baai : Granite Island Recreation Park, Pullen Island Conservation Park en West Island Conservation Park.

## Fauna en flora

### Dwergpinguïns
In 1990-91 werd naar aanleiding van het dalend aantal dwergpinguïns een studie gedaan. Er werden 7000 pinguïns geteld in en rond de baai. 60% werd aangetroffen op West Island, 20 % op Granite Island en 5% op Wright Island. In 2012 waren de dwergpinguïns op West en Wright Island uitgestorven en schoten er nog een twintigtal over op Granite Island.

### Walvissen
Er wordt in de baai aan walvis spotten gedaan. In het winterseizoen paart en bevalt de zuidkaper in de baai. Er zijn soms ook potvissen, dwergpotvissen en dwergwalvissen te zien. Ook gewone dolfijnen ziet men er dikwijls.

### Andere
Er leven meer dan 200 soorten algen zoals bvb kelp in de baai. Verder ook sponsdieren, zakpijpen, zeesterren, slangsterren, keverslakken, slakken en andere weekdieren en kreeftachtigen. Er liggen ook velden zeegras in de baai waarin weinig voorkomende kraagdragers leven, mosdiertjes en een variëteit aan zeespinnen en neteldieren.
De baai kent dan ook een enorme verscheidenheid aan vissen:
- Jasus edwardsii, haliotis laevigata, haliotis rubra
- Plebidonax deltoides waarmee sportvissers vissen
- Australische toonhaaien, ruwe haaien, snorvaalhaaien, koperhaaien en witte haaien of mensenhaaien
- Roggen en rajidae
- Verschillende soorten syngnathidae waaronder zeenaalden (zoals de hippocampus abdominalis, solegnathus robustus en de Hippocampus breviceps), zeepaardjes, grote rafelvissen en wiervissen
- Geep, glasbaarzen, Australische zalmen, harders, argyrosomus japonicus, snappers en witte baarzen
- Vijlvissen, lipvissen zoals de notolabrus tetricus, morwongs zoals de cheilodactylus nigripes, papegaaivissen, zeebarbelen als de upeneichthys vlamingii, zebravissen, loodsbaarzen, heteroclinus en roodbaarzen
- Australische zeeleeuwen en Nieuw-Zeelandse zeeberen

Er leven bijna honderd vogelsoorten in de omgeving van Encounter Bay :
- Grote zilverreigers, oeverlopers, reuzensternen, zwartkopplevieren en elfensternen
- Dwergpinguïns, grote kuifsternen en witkopmeeuwen

In de mondingen van de rivieren vindt men de rattus fuscipes en rattus lutreolus. Op de rotsen in de baai kan men stekelskinken, liopholissen en hemiergissen waarnemen.

## Klimaat
| Maand                                  | jan  | feb  | mrt  | apr  | mei  | jun  | jul  | aug  | sep  | okt  | nov  | dec  | Jaar  |
| -------------------------------------- | ---- | ---- | ---- | ---- | ---- | ---- | ---- | ---- | ---- | ---- | ---- | ---- | ----- |
| Gemiddeld maximum (°C)                 | 25,1 | 24,2 | 23,6 | 21,5 | 18,6 | 16,1 | 15,5 | 16,4 | 18,4 | 20,6 | 22,6 | 24,1 | 20,6  |
| Gemiddeld minimum (°C)                 | 14,8 | 14,6 | 12,9 | 10,4 | 8,9  | 7,3  | 6,6  | 6,7  | 7,5  | 9,0  | 11,6 | 12,8 | 10,3  |
|                                        |      |      |      |      |      |      |      |      |      |      |      |      |       |
| Neerslag (mm)                          | 21,2 | 24,3 | 20,3 | 34,8 | 59,9 | 78,2 | 83,0 | 74,0 | 60,8 | 36,2 | 30,3 | 29,1 | 552,1 |
| Regendagen (dag)                       | 3,5  | 3,2  | 4,5  | 6,3  | 10,3 | 12,3 | 13,9 | 13,4 | 11,1 | 7,0  | 5,4  | 5,7  | 96,6  |
| Relatieve luchtvochtigheid (%)         | 59   | 59   | 57   | 60   | 64   | 68   | 67   | 62   | 63   | 57   | 58   | 56   | 60,8  |
| Bron: Australian Bureau of Meteorology |      |      |      |      |      |      |      |      |      |      |      |      |       |